# Фи Большой Медведицы
Фи Большой Медведицы (лат. φ Ursae Majoris), 30 Большой Медведицы (лат. 30 Ursae Majoris), HD 85235 — двойная или кратная звезда в созвездии Большой Медведицы на расстоянии (вычисленном из значения параллакса) приблизительно 509 световых лет (около 156 парсеков) от Солнца. Видимая звёздная величина звезды — +4,56m. Орбитальный период — около 104,6 лет.

## Характеристики
Первый компонент — белый субгигант спектрального класса A3IV. Масса — около 3,5 солнечных, светимость — около 347 солнечных. Эффективная температура — около 8769 К.
Второй компонент — белый субгигант спектрального класса A3IV.